# Taichi Hasegawa
Taichi Hasegawa (japanisch 長谷川 太一 Hasegawa Taichi; * 26. Februar 1981 in der Präfektur Toyama) ist ein ehemaliger japanischer Fußballspieler.

## Karriere
Hasegawa erlernte das Fußballspielen in der Schulmannschaft der Mizuhashi High School. Seinen ersten Vertrag unterschrieb er 1999 bei den Albirex Niigata. Der Verein spielte in der zweithöchsten Liga des Landes, der J2 League. Für den Verein absolvierte er neun Spiele. Danach spielte er bei den Valiente Toyama (2006–2007). Ende 2007 beendete er seine Karriere als Fußballspieler.